# پال کلی (بازیگر)
پال مایکل کلی (انگلیسی: Paul Michael Kelly؛ ۹ اوت ۱۸۹۹ – ۶ نوامبر ۱۹۵۶) بازیگر آمریکایی بود. زندگی حرفه‌ای او پس از محکومیت قتل‌عام، گره خورده از یک رابطه غیرقانونی، باعث شد او در اواخر دههٔ ۱۹۲۰ در زندان بماند.
از فیلم‌ها یا برنامه‌های تلویزیونی که وی در آن نقش داشته‌است، می‌توان به محموله ویژه، دختر اهل کلگری، آنی در گرین گیبلز، قهرمان شماره یک مردم، دهه پرشور بیست، وایومینگ، داستان دکتر واسل، چشمان مرد مرده، سن آنتونیو، آتش متقاطع، جانی دارک و متکبرها اشاره کرد.